# Liam Hamilton
Liam Hamilton (* 1928; † 29. November 2000) war ein irischer Richter, Präsident des High Court und von 1994 bis 2000 Oberster Richter (Chief Justice) des Supreme Court.

## Biografie
Nach dem Besuch der Christian Brothers' School in Michelstown studierte er Rechtswissenschaft am UCD in Dublin sowie am King’s Inns. Als bester Student des letzten Studienjahres erhielt er ein Stipendium (John Brooke Scholarship) und 1956 die Zulassung zum Rechtsanwalt. Nach einigen Jahren praktischer Anwaltstätigkeit wurde er 1968 zum Inner Bar berufen und damit zum Senior Counsel.
1974 erfolgte seine Ernennung zum Richter am High Court, dem Obersten Zivil- und Strafgericht Irlands, dessen Präsident er 1985 als Nachfolger von Thomas Finlay wurde.
Während dieser Zeit war er ein angesehener Präsident des Sonderstrafgerichts und leitete eine Reihe von bedeutsamen Strafverfahren wie das Verfahren im Sallins Train Robbery 1976, das Verfahren gegen die Attentäter auf Louis Mountbatten, 1. Earl Mountbatten of Burma im County Sligo 1979 sowie gegen die Eskund gun runner.
Zu den weiteren bedeutenden Entscheidungen während seiner Tätigkeit am High Court zählen auch die Grundsatzentscheidungen im Verfahren Murphy v. Attorney General von 1982, in der er ausführte, dass die gemeinsame Besteuerung von verheirateten Paaren gegen die Verfassung von Irland verstieße, sowie das Verfahren Kennedy v. Ireland von 1987, das dem Staat Grenzen bei der Einmischung in das Privatleben seiner Bürger aufzeigte. 1991 wurde er auch Mitglied eines von der Regierung eingesetzten und bis 1994 arbeitenden Tribunals („Beef Tribunal“) zur Untersuchung von Vorwürfen über illegale Handlungen, Betrug und Berufsvergehen in der Rindfleisch verarbeitenden Industrie.
1994 wurde er dann zum Chief Justice of Ireland berufen. Zu den wichtigsten Entscheidungen gehörte dabei 1995 die Bestätigung einer gesetzlichen Regelung zur Erlangung von Informationen von privaten Beratungsstellen und Abtreibungskliniken durch den Staat. Eine weitere Grundsatzentscheidung ergab sich aus dem Verfahren T.F. v. Ireland, durch das die unheilbare Zerrüttung der Ehe als Grund für die gerichtliche Trennung anerkannt und damit ein wichtiges Stück irischer Rechts- und Sozialgeschichte geschrieben wurde.
Nach seiner Pensionierung als Chief Justice im Jahr 2000 wurde er zum Mitglied der Kommission zur Untersuchung von Bombenattentaten in Dublin, Dundalk und Monaghan im Jahr 1976. Von diesem Amt trat er jedoch kurz darauf aus Gesundheitsgründen zurück und starb wenige Monate später.